# Langley Kirkwood
Langley Jack Kirkwood (Bromley, 14 aprile 1973) è un attore e triatleta britannico.

## Biografia

### Primi anni
Langley Kirkwood è nato a Bromley, nella contea di Grande Londra, per poi trasferirsi in giovane età assieme alla famiglia in Sudafrica, dove ha conseguito una laurea in recitazione all'Università del Witwatersrand di Johannesburg.

### Carriera
Nel 2003 prende parte al cast del film Red Water - Terrore sott'acqua, mentre, nel 2004, interpreta la parte del Conte Orlok nel film Van Helsing - Dracula's Revenge, di Casper Van Dien, recitando al fianco di Darrell Roodt. L'anno successivo diventa un membro del cast principale della serie televisiva Charlie Jade, interpretando il ruolo di Porter, inoltre prende parte alla miniserie Il triangolo delle Bermude. Nel 2008 compare nella miniserie televisiva Generation Kill nei panni del sergente Steven Lovell. 
Nel 2013 interpreta Re Davide ne La Bibbia e, l'anno successivo, riprendendo il ruolo nella riedizione cinematografica della miniserie Son of God. Nel 2015 interpreta lo spietato colonnello Douglas Stowe nella terza stagione della serie televisiva Cinemax Banshee - La città del male, nel 2018 in Mia e il leone bianco e, a partire dal 2019, interpreta la parte di Walter Buckley nella serie Warrior. Nel 2023 ha interpretato Morgan mano d'ascia nella serie Netflix One Piece, adattamento dell'omonimo manga.

## Vita privata
È sposato con la supermodella e fotografa sudafricana Josie Borain, da cui ha avuto tre figli. La coppia vive ad Hout Bay.
Kirkwood è un appassionato di corsa su sentiero e ciclismo, inoltre ha preso più volte parte alle nazionali sudafricane di ironman.

## Filmografia

### Cinema
- Pirates of the Plain, regia di John R. Cherry III (1999)
- Final Solution, regia di Cristobal Krusen (2001)
- Citizen Verdict, regia di Philippe Martinez (2003)
- Consequence, regia di Anthony Hickox (2003)
- The Bone Snatcher, regia di Jason Wulfsohn (2003)
- Charlie, regia di Malcolm Needs (2004)
- In My Country, regia di John Boorman (2004)
- Berserker, regia di Paul Matthews (2004)
- Van Helsing - Dracula's Revenge, regia di Darrell Roodt (2004)
- Blast, regia di Anthony Hickox (2004)
- Murmur, regia di Gray Hofmeyr (2004)
- Dead Easy, regia di Neal Sundstrom (2004)
- Mercenary for Justice, regia di Don E. FauntLeRoy (2006)
- The Three Investigators and the Secret of Skeleton Island, regia di Florian Baxmeyer (2007)
- Endgame, regia di Pete Travis (2009)
- Invictus - L'invincibile (Invictus), regia di Clint Eastwood (2009)
- Dredd - Il giudice dell'apocalisse (Dredd), regia di Pete Travis (2012)
- Felix, regia di Roberta Durrant (2013)
- Son of God, regia di Christopher Spencer (2014)
- Seal Team Eight: Behind Enemy Lines, regia di Roel Reiné (2014)
- The Salvation, regia di Kristian Levring (2014)
- Tiger House, regia di Thomas Daley (2015)
- Mia e il leone bianco (Mia et le lion blanc), regia di Gilles de Maistre (2018)
- The Mauritanian, regia di Kevin Macdonald (2021)

### Televisione
- Natural Rhythm - miniserie TV (1997)
- Für immer verloren - film TV, regia di Uwe Janson (2003)
- Red Water - Terrore sott'acqua  (Red Water) - film TV, regia di Charles Robert Carner (2003)
- King Solomon's Mines - serie TV, episodi 1x1 e 1x2 (2004)
- Charlie Jade - serie TV, 8 episodi (2005)
- Il triangolo delle Bermude (The Triangle) - miniserie TV, 3 episodi (2005)
- Der Kranichmann - film TV, regia di Michael Karen (2006)
- Cuore d'Africa (Wild at Heart) - serie TV, episodio 2x2 (2007)
- Hard Copy - serie TV, episodio 3x20 (2007)
- Generation Kill - miniserie TV, 7 episodi (2008)
- Outcasts - serie TV, 6 episodi (2011)
- Atlantis: la fine di un mondo, la nascita di una leggenda (Atlantis: End of a World, Birth of a Legend) - film TV, regia di Tony Mitchell (2011)
- Strike Back - serie TV, episodi 2x5 e 2x6 (2011)
- Die Jagd nach dem weißen Gold - film TV, regia di Sigi Rothemund (2012)
- Leonardo - serie TV, episodio 2x11 (2012)
- La Bibbia (The Bible) - miniserie TV, 1x4 (2013)
- The Challenger - film TV, regia di James Hawes (2013)
- SAF3 - serie TV, episodio 1x7 (2013)
- Black Sails, 1x4, 1x5 e 1x6 (2014)
- Banshee - La città del male (Banshee) - serie TV, 7 episodi (2015)
- Dominion - serie TV, 5 episodi (2014-2015)
- The Catch - serie TV, episodi 2x3 e 2x4 (2017)
- Warrior - serie TV, 25 episodi (2019-2023)
- One Piece – serie TV, 2 episodi (2023)

## Doppiatori italiani
Nelle versioni in italiano dei suoi lavori, Langley Kirkwood è stato doppiato da:
- Stefano Alessandroni in Dominion, The Catch (ep. 2x04)
- Fabrizio Pucci in Banshee - La città del male, One Piece
- Mario Brusa in Van Helsing - Dracula's Revenge
- Nino D'Agata in Generation Kill
- Massimo De Ambrosis in La Bibbia
- Simone Mori in Black Sails
- Alessandro Budroni in The Catch (2x03)
- Alessio Cigliano in Mia e il leone bianco
- Franco Mannella in Warrior